# Leopoldo Amaral
Leopoldo Afrânio Bastos do Amaral, mais conhecido como Leopoldo Amaral (Belém, 15 de outubro de 1893 — Salvador, 15 de outubro de 1965) foi um engenheiro, jornalista, professor e político brasileiro, radicado na Bahia, havendo sido interinamente prefeito da capital 
daquele estado e interventor federal na Bahia, de 1 de novembro de 1930 a 18 de fevereiro de 1931.

## Biografia
Filho do militar do Exército José do Amaral e de Benvinda Bastos do Amaral, formou-se engenheiro geógrafo pela Escola Politécnica da Bahia no ano de 1913; ainda estudante fora nomeado pelo então governador J. J. Seabra diretor da Estrada de Ferro de Nazaré, cargo que ocupou entre 1912 a 1916. Em 1951 graduou-se engenheiro civil.
Em 1929 integrou a Aliança Liberal, movimento que no ano seguinte levou ao poder Getúlio Vargas que, então, o nomeou prefeito de Salvador mas logo o fez interventor no governo estadual, substituindo o general Ataliba Jacinto Osório, exercendo a função até a posse do interventor definitivo Artur Neiva em fevereiro de 1931.
Retornou a função pública em 1942 como assessor da Coordenação de Mobilização Econômica, organismo federal criado pela ditadura Vargas para fazer frente às dificuldades financeiras do país durante a II Guerra Mundial, e que existiu até 1945 com o fim do conflito.
A partir de então dedicou-se exclusivamente ao magistério, lecionando no Ginásio da Bahia e na Escola Politécnica, entidade pela qual foi o responsável por sua federalização; foi o fundador e primeiro diretor da Faculdade de Arquitetura da Bahia.
Como articulista laborou junto aos periódicos O Jornal e Imparcial.
Foi esposo de Blandina Castro do Amaral, junto a quem teve onze filhos.